# Isaac Lowthian Bell
Sir Isaac Lowthian Bell, född 18 februari 1816 i Newcastle-upon-Tyne, död 20 december 1904, var en engelsk metallurg.
Efter skolgång i födelsestaden studerade Bell, förutom vid tyska och danska högskolor, huvudsakligen vid Edinburghs universitet och vid Sorbonne i Paris. Efter fullbordade studier grundlade han Clarence Iron Works vid Tees, ett av de största järnverken vid denna flod, och han utvecklade detta i samband med bearbetandet av stora stenkols- och järngruvor.
Utöver detta ägnade han sig åt omfattande studier och undersökningar, vilkas resultat han meddelade de olika ingenjörsföreningar, av vilka han var ledamot. Av dessa kan nämnas Iron and Steel Institute, vars president han under en period var, Institution of Mechanical Engineers och Society of Chemical Industry. Bell var också ledamot av Kungliga Vetenskapsakademien från 1887. Han adlades 1885 för sina insatser för vetenskapen och industrin. Förutom en mängd bidrag till den tekniska pressen, publicerade han bland annat Chemical Phenomena of Iron Smelting (1872) och Principles of the Manufacture of Iron and Steel (1884).